# Lennart Fagraeus
Lennart Fagraeus, född den 30 november 1938 i Stockholm, död den 13 augusti 2019 i Wilmington, Delaware i USA, var en svensk disputerad läkare, samt amerikansk professor i anestesiologi.
Lennart Fagraeus var son till advokat Sven Gustaf Fagraeus och Vera Ellen Fagraeus. Han växte upp på Östermalm i Stockholm, och studerade medicin vid Karolinska Institutet. Han arbetade sedan som kirurg vid Södersjukhuset och som marinläkare vid flottan, samt som läkare för svenska ishockeylandslaget vid Olympiska vinterspelen 1968. Han rekryterades sedermera av professor Carl Magnus Hesser vid Navalmedicinska avdelningen på Karolinska institutet för att studera den fysiska arbetsförmågan hos dykare, och disputerade 1974 på en avhandling om hur syre-heliumblandningar kan hjälpa dykare att öka prestationen på djupt vatten. Efter disputationen flyttade han med familj till Durham, North Carolina, USA, där han deltog i ett forskningsprojekt vid Duke University. Efter detta blev han forskningsledare och professor vid University of Oklahoma, och senare erhöll han motsvarande position i Wilmington, Delaware. Fagraeus var ordförande för Anesthesia Department vid Christiana Care Health System mellan 1987 och 2006.
Fagraeus var en tid förlovad med Lill Lindfors innan han mötte Elisabet Hellstrand (d. 2009), som han gifte sig med den 2 juli 1965.